# Phausis nigra
Phausis nigra är en skalbaggsart som beskrevs av Hopping 1937. Phausis nigra ingår i släktet Phausis och familjen lysmaskar. Inga underarter finns listade i Catalogue of Life.